# Abedalá ibne Iacine
Abedalá ibne Iacine Aljazuli (em árabe: عبد الله بن ياسين; romaniz.: ‘Abdallāh ibn Yāsīn; m. 1059) foi um teólogo e guia espiritual da corrente maliquita do islamismo que esteve ativo na primeira metade do século XI no norte da África. Por influência de Iáia ibne Ibraim Aljudali, dirigiu-se ao deserto para iniciar atividades missionárias entre os sanhajas do planalto de Adrar, na atual Mauritânia. Foi um dos fundadores do movimento almorávida.

## Vida
Abedalá ibne Iacine nasceu em data incerta na primeira metade do século XI. Pertencia aos jazulas, um grupo berbere aparentado com os sanhajas e sua mãe, cujo nome é desconhecido, nasceu na vila de Tamamanaute (Tamāmānāwt), na extremidade do deserto que margeia Gana. Fontes posteriores colocam que teria estudado sete anos no Alandalus, mas seu quase contemporâneo Albacri coloca dúvidas sobre seu conhecimento do Alcorão e da lei islâmica. Em data incerta, tornar-se-ia discípulo de Uagague ibne Zalu Alanti, um teólogo maliquita cuja escola (dār al‑murābitūn) estava em Malcus, perto de Sijilmassa. A posição de ibne Iacine dentro da escola é incerta, mas em 1038 foi escolhido por Uagague para acompanhar Iáia ibne Ibraim Aljudali às terras dos sanhajas com o intuito de convertê-los. Ivan Hrbek e Jean Devisse propuseram que isso implica que Uagague tinha consciência das capacidades de ibne Iacine, independente das ressalvas de Albacri, o que está de acordo com o cádi Iade, que ao referir-se a ibne Iacine o chamou de piedoso e sábio.
A atividade missionária de ibne Iacine começou em 1039, e por estar sob proteção pessoal de Iáia ibne Ibraim, logrou resultados. Os judalas, a tribo a qual Iáia pertencia, e os sanhajas em geral, já estavam convertidos ao islamismo nesse momento, mas sua adesão era frouxa e pouco ortodoxa. Ibne Iacine buscou fortalecer ou reformar a fé dos judalas e reuniu junto a si alguns discípulos. Sem que se saiba datas exatas desses eventos, as fontes islâmicas registram que envolveu-se num ataque contra os lantunas, que refugiaram-se no planalto de Adrar, e na fundação da cidade de Arate-ne-ana (Arat‑n‑anna) que, seguindo suas concepções igualitárias, tinha todas as casas da mesma altura. Ibne Iacine era rígido quanto à observância e disciplina dos deveres religiosos, mantinha convicções puritanas e igualitárias e expunha seu desprezo aos valores sociais e tabus entre os sanhajas, o que suscitou um eventual conflito com o alfaqui Jauar ibne Sacane. Por conseguinte, em 1048, no rescaldo da morte de seu protetor Iáia, seu alinhamento com um pretendente malogrado à posição de chefe causou-lhe uma contenda com os nobres judalas Aiar e Intacu e a perda de sua residência em Arate-ne-ana.
Em algum momento antes de 1052/53, em decorrência desses desentendimentos, Ibne Iacine refugiou-se numa ilha marítima com seus discípulos, numa provável emulação consciente da Hégira de Maomé. Seu metre Uagague, que embora não concordasse por completo com a postura de seu discípulo, enviou uma reprimenda formal a todos os que se recusavam a obedecê-lo. Uagague novamente confiou-lhe a tarefa de missionário, mas dessa vez o enviou para junto dos lantunas, cujo líder Iáia ibne Omar Alantuni estava mais inclinado a auxiliá-lo em sua missão. Como consequência, os lantunas tornar-se-iam centrais dentro do nascente movimento almorávida, que nesse ponto perderia seu aspecto reformador e adquiriria um aspecto militante, promovendo a jiade contra os infiéis. Ibne Iacine delegou o comando militar a Iáia ibne Omar, a quem nomeou emir, e os ramos massufa e judala dos sanhajas reconheceram, ao menos por algum tempo, a autoridade suprema dele, com seus chefes locais atuando como chefes tribais agindo sob a bandeira do islã. Ibne Iacine, no entanto, além de seu papel religioso e jurídico, administrava o tesouro público da comunidade e envolveu-se diretamente em campanhas militares.
Desde 1054, os almorávidas iniciaram uma série de campanhas contra os territórios dos zenetas, no vale do rio Drá, antes de marcharem contra Sijilmassa, cuja população reclamou a ibne Iacine da tirania de seu chefe magraua Maçude ibne Uanudine. Após tentativas frustradas de conseguir um compromisso pacífico, os almorávidas invadiram a cidade, mataram Maçude, massacraram os magrauas que ali residiam e instalaram um dos seus como governador. Em 1054/55, os almorávidas voltaram-se para o sul e atacaram Audagoste, cuja população zeneta foi massacrada. Com ambas as cidades asseguradas, o movimento detinha controle sobre dois pontos focais do comércio transaariano. No interim, enquanto os almorávidas ocupavam-se com suas campanhas, os judalas decidiram se rebelar. Iáia ibne Omar foi enviado para combatê-los, mas foi derrotado e morto na Batalha de Tabefarila de 1056. Nenhuma outra campanha foi dirigida contra os judalas, e embora perdurasse a tenção tribal entre os lantunas e os demais ramos dos sanhajas nos anos seguintes, todos são citadas ocasionalmente envolvidos nas campanhas almorávidas.
Em 1056, com a morte de Iáia ibne Omar, ibne Iacine nomeou seu irmão Abu Becre ibne Omar como novo emir. Através de sua ação diplomática, obteve a submissão dos masmudas que residiam na cordilheira do Atlas. Em 1058, a cidade de Agmate e a região de Suz também se submeteriam e Abu Becre cimentou essa aliança desposando Zainabe, uma das filhas do chefe de Agmate. Em 1059, os berguatas, um ramo insubmisso dos masmudas, opôs-se aos almorávidas, que sofreram uma derrota importante nas proximidades de Curifalate, cerca de 40 quilômetros de Rabate. Ibne Iacine pereceu em combate, mas em circunstâncias pouco esclarecidas. O movimento por ele inaugurado sobreviveria à sua morte e seria monopolizado na figura de Abu Becre e seus sucessores, que gradualmente o transformariam num Estado constituído expansionista.